# Denisovagrot
De Denisovagrot (Russisch: Денисова пещера, Denisova pesjtsjera, letterlijk "Dionysiusgrot"; Altajs: Ajoe-Tasj, letterlijk "Berenrots") is een archeologische locatie in het Altajgebergte. Het is een onderaardse ruimte in het zuiden van Siberië, net binnen de grens van de kraj Altaj, die sinds de jaren 70 wetenschappelijk wordt onderzocht. De menselijke resten en artefacten die in de grot zijn gevonden, brachten het bestaan aan het licht van een tot dan toe onbekende mensensoort: de denisovamens.

## Beschrijving
De grot ligt zo'n 28 meter boven de rechteroever van de Anoej, bij het dorp Tsjorny Anoej. Haar grondoppervlak is circa 270 m². Naast een centrale ruimte van 9 bij 11 meter, zijn er verschillende zijgalerijen.
De naam van de grot is afkomstig van een kluizenaar, Dionisi, die zich er in de 18e eeuw had teruggetrokken. In de taal van de inheemse Altaj is ze gekend als Ajoe-Tasj (Berenrots).

## Vondsten
In de jaren 70 ontdekten Sovjetgeleerden archeologische overblijfselen in de grot. Tot nog toe zijn 22 strata blootgelegd, met vondsten die de hele periode bestrijken vanaf Dionisi tot ongeveer 125.000 jaar geleden. Het dateren van de lagen gebeurde grotendeels aan de hand van de thermoluminescentie van de sedimenten, maar ook door C14-datering van houtskoolresten. De lage temperatuur in de grot (jaargemiddelde rond het vriespunt) heeft sterk bijgedragen aan de bewaring van het oude DNA.
In de sedimenten zijn resten aangetroffen van tientallen diersoorten, waaronder de holenleeuw. Ze bevatten ook pollen die paleoklimatologisch onderzoek toelaten.

### Een nieuwe mensensoort
Wetenschappers van het Instituut voor Archeologie en Etnologie van Novosibirsk hebben tussen de artifacten die zo'n 30.000 tot 48.000 jaar geleden zijn achtergelaten (strata 9-11), de tand van een jongvolwassene aangetroffen (2000) en het vingerkootje van een pubermeisje (2008). Bestudering van het mitochondriale DNA van deze Vrouw X door Svante Pääbo en collega's van het Max Planck Instituut voor Evolutionaire Anthropologie in Leipzig, bracht een structuur aan het licht die afweek van gekende menselijke patronen en toegeschreven werd aan een tot dan toe onbekende, uitgestorven mensensoort. Ze werd genoemd naar de grot waar ze was ontdekt: de denisovamens.

### Een doorboorde armband
Onder de aangetroffen voorwerpen zijn er gereedschappen in de stijl van het Moustérien en de Levallois, typisch voor neanderthalers. Voorts ook decoratieve voorwerpen en sieraden uit been, mammoetivoor, dierentanden en struisvogelei, waaronder hangers en een grote ring uit wit marmer.
De meest spectaculaire vondst gebeurde in 2007: twee fragmenten van een stenen armband uit chloriet, een donkergroen materiaal dat kundig gepolijst was en doorboord. Zeer verrassend was dat het sieraad werd aangetroffen in laag 11, met een koolstofdatering van ca. 48.650 BP. Het werd gevonden in 'level 11.1' in de 'East Gallery'. Intact zou de armband 27 mm breed, 9 mm dik en 70 mm in diameter zijn geweest. Het werd als torque gedragen, mogelijk door een vrouw aan de rechterarm en omsloot de pols niet geheel. Door het gat in de armband had een leren riempje gezeten met daaraan een redelijk zwaar pendant, maar beiden zijn niet bewaard. De armband werd tweemaal gebroken. De eerste keer werd het gerepareerd met een ongeïdentificeerde soort lijm. De tweede keer werd het tegen een hard oppervlak stukgeslagen.
Nooit eerder zijn zulke oude voorwerpen aangetroffen waarop dergelijke geavanceerde technieken waren toegepast. De boortechniek was ongebruikelijk voor de paleolithische periode en kwam pas op in het Neolithicum, ca. 20.000 jaar later, met de 'moderne mens' (Homo sapiens). De vaardigheden en techniek was niet eerder bij enige opgraving aan het licht gekomen. De boorsnelheid was 'considerable' en getuigt van tweezijdig snel stationair boren. Dit doet de vraag rijzen of de armband jonger kan zijn en begraven werd in een oudere laag dan waaruit hij dateert. De onderzoekers achten dit onwaarschijnlijk omdat analyse van de zuurstofisotopen uit de bodem rond het voorwerp een datering heeft opgeleverd die consistent was met deze van het betrokken stratum. In de tweede helft van 2016 werden de artefacten van de Denisovagrot veel ouder ingeschat. Dit werd in 2017 bevestigd, toen 'level 11' opnieuw werd gedateerd en de armband 50.000 jaar oud zou zijn. In 2018 speculeerde The Siberian Times dat het zelfs 65.000 tot 70.000 jaar oud zou kunnen zijn. Professor Michael Shunkov, directeur van het Institute of Archaeology and Ethnography aan de Russische Academie van Wetenschappen, en coauteur van het verslag over de armband, wacht tot de specialisten tot consensus zijn gekomen voor hij uitsluitsel geeft.

## Een lange naald
Een tweede 'anomalie' is een benen naald van 7,6 cm met een bijna microscopisch geboord oog, minder dan 1 mm in diameter. Het werd in het zomerseizoen van 2016 opgegraven uit het diepere deel van 'level 11' (11,2) van de centrale kamer. De vondst maakte een einde aan de speculatie dat de armband en kleinere naalden uit minder diepe lagen uit het Neolithicum kwamen en daar in oudere lagen verzeild waren geraakt. Het lagere deel van level 11 wordt op ca. 50.000 jaar geleden geschat, maar kan ouder zijn, aangezien 50.000 jaar de grens is van C14-datering.

## Museum
Vele vondsten uit de grot, waaronder de armband, zijn overgebracht naar het Museum van de Geschiedenis en Cultuur van de Volkeren van Siberië en het Verre Oosten in Novosibirsk.